# Allium anatolicum
Allium anatolicum — вид трав'янистих рослин родини амарилісові (Amaryllidaceae), ендемік Туреччини.

## Опис
Цибулина яйцювата, 1–1.5 см в діаметрі; зовнішні оболонки коричневі; є кілька цибулин, золотисто-коричневі, подовжені, загострені. Стебло ≈ 30 см. Листків 3–4, такі ж або трохи коротші за стебло, злегка каналисто-сплющені зверху, шириною 1–1.5 мм, чітко ребристі, шорсткі на краях і жилках. Зонтик щільний, субсферичний, діаметром ≈ 3 см. Оцвітина дзвінчаста або дещо урноподібна у період цвітіння. Листочки оцвітини білі (у висушеному стані), 3.5–4.5 × ≈ 1.5 мм, ланцетоподібна, сильно кіляста.
Час цвітіння: травень і червень.

## Поширення
Ендемік Туреччини (південний захід).
Населяє скелясті хребти, 1050 м; записаний в провінції Анталія.